# Coniesta araealis
Coniesta araealis là một loài bướm đêm trong họ Crambidae.